# Ha Čchan-sok
Ha Čchan-sok (korejsky 하찬석; anglickým přepisem: Ha Chan-seok; *20. prosince 1948 – 14. září 2010) byl profesionální hráč go.

## Biografie
Ha se stal 8. danem v roce 1987.

## Tituly
| Titul          | Rok        |
| -------------- | ---------- |
| Počet          | 4          |
| Wangwi         | 1973       |
| Guksu          | 1973, 1974 |
| KBS Baduk Wang | 1986       |
| Zrušený        | 1          |
| Baccus Cup     | 1985       |